# St. Peter (Goldbach)

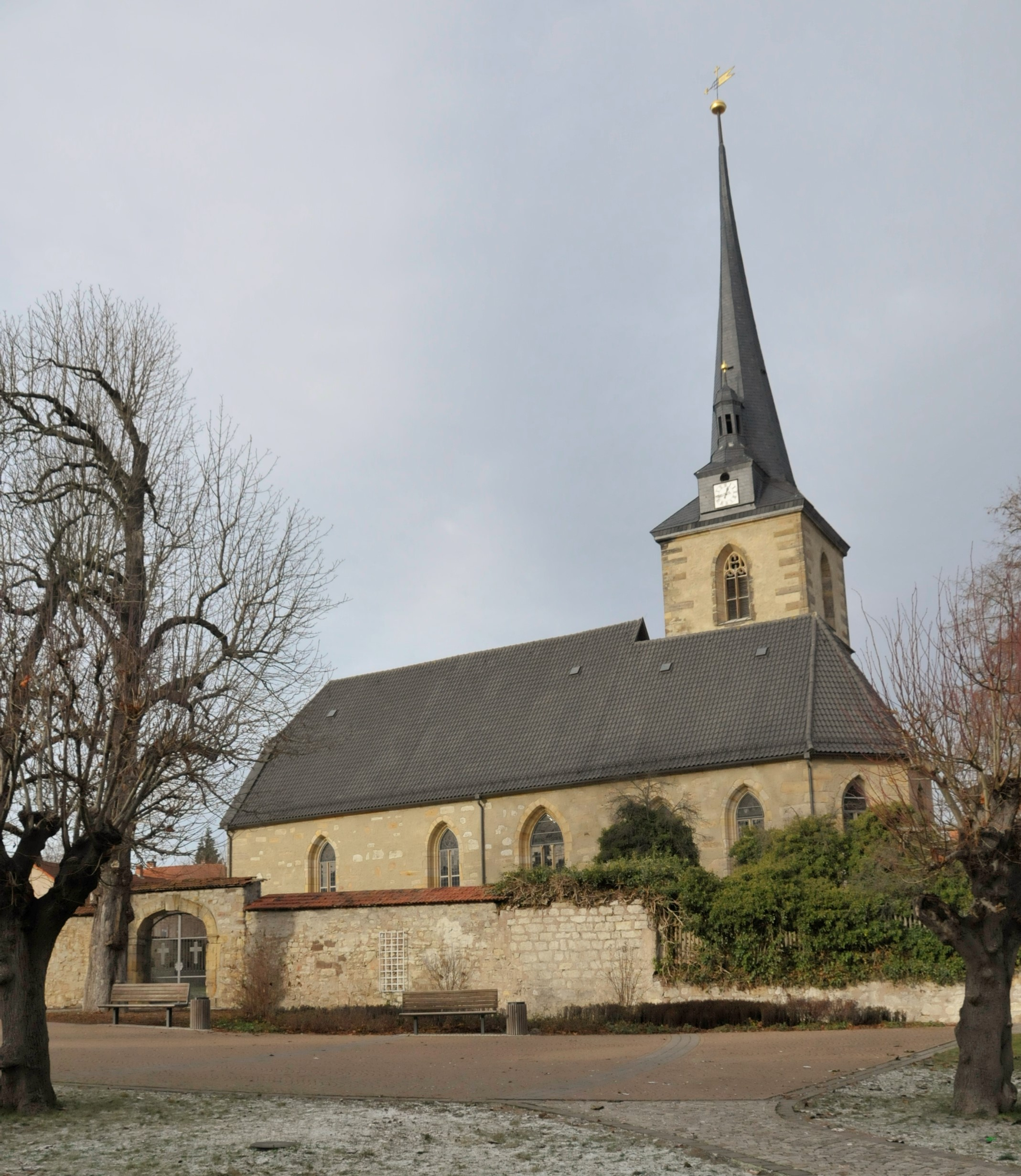
St. Peter (Goldbach)

Die evangelisch-lutherische Kirche St. Peter steht am Kirchplatz in Goldbach, einem Ortsteil der Landgemeinde Nessetal im thüringischen Landkreis Gotha.
Die Kirchengemeinde Emmaus Goldbach-Wangenheim gehört zum Kirchenkreis Gotha der Evangelischen Kirche in Mitteldeutschland. Bis 2009 gehörte der gesamte Kirchenkreis zur Evangelisch-Lutherischen Kirche in Thüringen.

## Geschichte
Inschriftlich wurde mit dem Bau 1518 begonnen, 1752 wurde er verändert. Ende des 19. Jahrhunderts wurde der Innenraum neu ausgemalt. 

## Außenbau
Das mit einem Satteldach bedeckte Langhaus der spätgotischen Kirche besteht aus dem Kirchenschiff, einem dreiseitig geschlossenem Chor, der südlich mit dem Kirchenschiff fluchtet, und einem Chorflankenturm an der Nordseite des Chors. Die Nordseiten von Schiff und Chor sind fensterlos. Der Turm trägt ein spitzes, achtseitiges Zeltdach. Auf dessen südlichem Dachfuß steht ein verschieferter kleiner Uhrturm, dessen Dach mit einer Laterne versehen ist. 
Am Außenbau befinden sich zahlreiche Steinmetzzeichen und am Chor Epitaphe von 1626/27. 

## Kirchenraum
Bei der jüngsten, 2024 abgeschlossen, Sanierung wurde der Kirchenraum grundlegend umgestaltet: Aus dem Chor wurden Emporen und Orgel entfernt. Die Orgel hängt jetzt an der Westwand des Schiffs, über einer höhengestaffelten Empore. An der Nordwand des Schiffs ist die Empore zweigeschossig und steht auf marmoriert gestrichenen Holzpfeilern. Keiner der Emporenpfeiler erreicht das hölzerne Tonnengewölbe, das den Raum in ganzer Breite überspannt. Damit ist St. Peter trotz der Seitenemporen eine Saalkirche. 
An der Nordwand finden sich Reste von Pfeilern für die Anfügung eines dann doch nicht ausgeführten nördlichen Seitenschiffs. Im Chor befinden sich zwei spitzbogige Sakramentsnischen. 

### Orgel
Die Orgel mit 21 Registern, verteilt auf 2 Manuale und Pedal, wurde ca. 1850 von Friedrich Christian Knauf gebaut.
| I Hauptwerk C–f3 |             |        |
| 1.               | Bordun      | 16′    |
| 2.               | Principal   | 08′    |
| 3.               | Gamba       | 08′    |
| 4.               | Bordun      | 08′    |
| 5.               | Octave      | 04′    |
| 6.               | Octave      | 02′    |
| 7.               | Quinte      | 02 ⁄3′ |
| 8.               | Mixtur III  |        |
| 9.               | Cornett III |        |

| II Oberwerk C–f3 |                  |     |
| 10.              | Gedackt          | 16′ |
| 11.              | Geigenprincipal  | 08′ |
| 12.              | Flauto travers   | 08′ |
| 13.              | Salicional       | 08′ |
| 14.              | Lieblich Gedackt | 08′ |
| 15.              | Flauto dolce     | 04′ |
| 16.              | Gemshorn         | 04′ |
| 17.              | Quinte & Octave  | 02′ |
|                  | Kanaltremulant   |     |

| Pedal C– |            |     |
| 18.      | Subbass    | 16′ |
| 19.      | Violonbass | 16′ |
| 20.      | Octavbass  | 08′ |
| 21.      | Cellobass  | 08′ |

- Koppeln: II/I, I/P, II/P
- Spielhilfen: Sperrventile für Ober- und Hauptwerk, Calcant